# Lythria duplicata
Lythria duplicata är en fjärilsart som beskrevs av Gradl 1938. Lythria duplicata ingår i släktet Lythria och familjen mätare. Inga underarter finns listade i Catalogue of Life.